# 体育教室 (中学校特別シリーズ)
体育教室（たいいくきょうしつ）は、NHK教育テレビにて1980年4月11日から1986年3月28日まで放送された中学校保健体育向け教育番組である。

## 概要
1980年度
器械運動を取り上げ、モデルによる技の全経過を観察しながら、技の課題や技術的なポイントを学習し、次に生徒の演技の中から欠点を取り上げ、修正するための練習法を学習し、良くなった生徒の仕上げの演技を観察する、というフォーマットで構成された。
1981年度
体操を取り上げ、いろいろな準備運動や室内・屋外でのサーキットによる体操コース、生徒たちが自分で作った体操を男女共修のスタイルで紹介した。
1982年度
1981年度の再放送。
1983年度
中学校で履修する代表的な球技であるバレーボール・バスケットボール・ソフトボール・ハンドボールを取り上げ、それぞれのルールを解説した。
1984年度
水泳を取り上げ、クロール・平泳ぎ・背泳ぎのそれぞれの泳法を解説した。
1985年度
1984年度の再放送。
(出典：「放送教育」出版者:日本放送教育協会 37巻1号(昭和55年4月)・38巻1号(昭和56年4月)・39巻1号(昭和57年4月)・40巻1号(昭和58年4月)・41巻1号(昭和59年4月))

## 放送時間
| 期間     | 放送時間                                       |
| -------- | ---------------------------------------------- |
| 1980年度 | 金曜日 15:00 - 15:20（「中学校特別シリーズ」） |
| 1981年度 | 金曜日 15:00 - 15:20（「中学校特別シリーズ」） |
| 1982年度 | 月曜日 14:00 - 14:20（「中学校特別シリーズ」） |
| 1983年度 | 火曜日 14:00 - 14:20（「中学校特別シリーズ」） |
| 1984年度 | 水曜日 14:00 - 14:20（「中学校特別シリーズ」） |
| 1985年度 | 金曜日 14:00 - 14:20（「中学校特別シリーズ」） |

## 放送リスト
| 初回放送日     | サブタイトル                  |
| -------------- | ----------------------------- |
| 1980年4月11日  | マット運動                    |
| 1980年4月25日  | 跳び箱運動（１）              |
| 1980年5月2日   | 跳び箱運動（２）              |
| 1980年5月9日   | 鉄棒運動                      |
| 1980年5月16日  | 平均台運動                    |
| 1981年5月8日   | リズムで動く体操              |
| 1981年5月15日  | 協力して動く体操              |
| 1981年5月22日  | 体操コースをつくろう 屋内     |
| 1981年5月29日  | 体操コースをつくろう 屋外     |
| 1983年10月11日 | 球技のルール バレーボール     |
| 1983年10月18日 | 球技のルール バスケットボール |
| 1983年10月25日 | 球技のルール ソフトボール     |
| 1983年11月1日  | 球技のルール ハンドボール     |
| 1984年6月20日  | 水泳 泳ぎの基礎               |
| 1984年6月27日  | 水泳 クロール                 |
| 1984年7月4日   | 水泳 平泳ぎ                   |
| 1984年7月11日  | 水泳 背泳ぎ                   |